# 전소영 (배우)
전소영(2003년 3월 27일~)은 대한민국의 여자 배우이다.

## 학력
- 진명여자고등학교 (졸업)
- 서울예술대학교 연기전공 (휴학)

## 드라마
- 2025년 KBS2 킥킥킥킥 - 가주하 역
- 2025년 넷플릭스 멜로무비 - 한솔 역
- 2025년 JTBC 마이유스 - 천우희 아역 역
- 2025년 MBC 바니와 오빠들 - 한여름 역
- 2025년 JTBC 에스콰이어: 변호사를 꿈꾸는 변호사들 - 서연화 역
- 2026년 넷플릭스 기리고 - 세아 역

## 영화
- 미정 낮과 밤은 서로에게